# Philipp zu Eulenburg
Philipp Friedrich Alexander Fürst zu Eulenburg und Hertefeld, Graf von Sandels (12. februar 1847 – 17. september 1921) var en tysk diplomat og politiker i det Tyske Kejserrige i slutningen af 1800-tallet og begyndelsen af 1900-tallet.

## Tidlige år
Eulenburg blev født i Königsberg i Preussen som ældste søn af Philipp Graf zu Eulenburg (Königsberg, 24. april 1820 – Berlin, 5. marts 1889) og hans hustru, Alexandrine Freiin von Rothkirch und Panthen (Glogau, 20. juni 1824 – Meran, 11. april 1902). Eulenburgerne var junkere, som tilhørte den gamle tyske adel. Familien havde i generationer tjent Hohenzollern-dynastiet. Både hans onkel Friedrich Albrecht zu Eulenburg og hans fætter Botho zu Eulenburg blev preussiske indenrigsministre.
Eulenburg gik på Vitzhumsches Gymnasium i Dresden i Sachsen. I 1866 tvang den Preussisk-østrigske krig ham til at forlade Sachsen, som nu var fjendtligt område. Han sluttede sig til gardekorpset i Preussen som kadetofficer. Han gik derpå på krigsakademiet i Kassel, hvorfra han fik eksamen i 1868. I 1869 blev han forfremmet til løjtnant. Under den Fransk-preussiske krig i 1870-1871 gjorde han tjeneste ved den tyske militærguvernør i Strasbourg og fik jernkorset.
Efter den Fransk-preussiske krig rejste Eulenberg i Orienten i et år. Fra 1872 til 1875 læste han på universiteterne i Leipzig og Strasbourg. I 1875 fik han en doktorgrad i jura fra universitetet i Giessen.

## Karriere som embedsmand og diplomat
Eulenburg gik ind i den preussiske embedsstand. Han gjorde først tjeneste som dommer ved byretten i Lindow i Brandenburg, hvorefter han blev forfremmet til en højere retsinstans i Neuruppin. Efter blot to år som dommer skiftede han til det tyske udenrigsministerium.
I januar 1881 blev Eulenburg udpeget til 3. sekretær ved den tyske ambassade i Paris, hvor han gjorde tjeneste under Bernhard von Bülow. Efter kun et halvt år blev han overført til den preussiske ambassade i München, hvor han gjorde tjeneste i syv år. I november 1888 blev Eulenburg udpeget til preussisk ambassadør i Storhertugdømmet Oldenburg. I marts 1890 blev han sendt til Stuttgart som preussisk ambassadør i Kongeriget Württemberg. I april 1891 vendte han tilbage til München, denne gang som preussisk ambassadør i Kongeriget Bayern. I 1893 blev Eulenburg udnævnt til Tysklands ambassadør i Østrig-Ungarn, en post han beklædte til 1902.
I 1900 blev Eulenburg adlet med titlen Fürst zu Eulenburg und Hertefeld, Graf von Sandels. Grevetitlen var til ære for hans kones familie. Hans svigerfar var den sidste svenske graf von Sandels. 

## Venskab med Wilhelm 2.
Eulenburg blev en nær ven af den 12 år yngre tyske kejser Wilhelm 2. inden Wilhelm fulgte sin far på kejsertronen. Efter at Wilhelm var blevet kejser af Tyskland og konge af Preussen, fik Eulenburg en uofficiel stilling med umådelig indflydelse, og bl.a. stod han bag udpegning af Bernhard von Bülow til tysk udenrigsminister i 1897. Wilhelm 2. havde længe ønsket at få udpeget "sin egen Bismarck" – en stærk kansler, som kunne gennemføre kejserens ønsker – og Eulenburg var den første, som foreslog Bülow til denne rolle.

## Ægteskab og familie
Den 20. november 1875 giftede Eulenberg sig i Stockholm med Augusta Sandels (Stockholm, 12. maj 1853 – Liebenberg, 14. december 1941), datter af Samuel August, den sidste grev Sandels, og dennes hustru Hedvig Henrietta Emilie Augusta Tersmeden. De fik otte børn:
- Philipp Graf zu Eulenburg (Wulkow, 16. november 1876 – Berlin, 28. juni 1878)
- Astrid Gräfin zu Eulenburg (Berlin, 25. marts 1879 – Paris, 23. marts 1881)
- Alexandrine (Adine) Elise Klara Antonia Gräfin zu Eulenburg (Liebenberg, 1. juli 1880 – Friedelhausen, 3. februar 1957), gift i Liebenberg, 15. juni 1910 med Eberhard Graf von Schwerin (Weilburg, 11. juli 1882 – Giessen, 4. april 1954)
- Friedrich Wend 2. Fürst zu Eulenburg und Hertefeld Graf von Sandels (Starnberg, 19. september 1881 – Weeze, 1. august 1963), gift i Liebenberg, 21. maj 1904 med Marie Freiin Mayr von Melnhof (Wien, 8. april 1884 – Weeze, 3. februar 1960)
- Augusta Alexandrine Gräfin zu Eulenburg (Starnberg, 1. september 1882 – Starnberg, 28. januar 1974), gift i London, 4. februar 1907 (skilt 1931) med Edmund Jaroljmek
- Sigwart Botho Philipp August Graf zu Eulenburg (München, 10. januar 1884 – dræbt i kamp Jasło i Galicien, 2. juni 1915), gift i Leipzig, 21. september 1909 med Helene Staegemann (Hannover, 18. april 1877 – Partenkirchen, 20. august 1923)
- Karl Kuno Eberhard Wend Graf zu Eulenburg (Starnberg, 16. juni 1885 – Weeze, 4. december 1975), giftede sig første gang i Saint Helier, Jersey, 27. maj 1908 (skilt 1923) med Sophie Moshammer (München, 9. april 1891 – München, 8. maj 1944), gift 2. gang i München 5. november 1923 med Geertruida Verwey (Utrecht, 6. maj 1901 – Weeze, 28. oktober 1987)
- Viktoria Ada Astrid Agnes Gräfin zu Eulenburg (Starnberg, 13. juli 1886 – Starnberg, 23. september 1967), gift i Liebenberg, 12. maj 1909 (skilt 1921) med Otto Ludwig Haas-Heye (Heidelberg, 16. december 1879 – Mannheim, 9. juni 1959)

## Skandale
Selv om han var gift, var Eulenburg involveret i homoseksuelle forbindelser med medlemmer af kejserens inderkreds, heriblandt grev Kuno von Moltke, militærkommandant i Berlin. Offentliggørelsen af disse forbindelser i 1907 førte til Harden-Eulenburg affæren. I 1908 blev Eulenburg stillet for retten anklaget for mened på grund af, at han nægtede at være homoseksuel. Retssagen blev gentagne gange udskudt på grund af Eulenburgs påstand om dårligt helbred. Eulenburg døde i Liebenberg i 1921 som 74-årig.